# Megalachne
Megalachne es un género de plantas herbáceas perteneciente a la familia de las poáceas. Es originario de la isla Juan Fernández en Chile.

## Taxonomía
El género fue descrito por Ernst Gottlieb von Steudel y publicado en Synopsis Plantarum Glumacearum 1: 237. 1854.

## Especies
- Megalachne berteroniana Steud.
- Megalachne masafuerana (Skottsb. & Pilg.) Matthei